# 267
| [ Edytuj tabelę ] |                      |
| Cesarz Chin       | - 265 Sima Yan 290   |
| Władca Korei      | - 248 Chungch’ŏn 270 |
| Papież            | - 259 Dionizy 268    |
| Król Persji       | - 241 Szapur I 272   |
| Cesarz Rzymu      | - 253 Galien 268     |

Rok 267 / CCLXVII
stulecia: II wiek ~
III wiek ~
IV wiek

lata: 257 «
262 «
263 «
264 «
265 «
266 «
267
» 268
» 269
» 270
» 271
» 272
» 277

## Wydarzenia
- Azja
  - Goci zaatakowali Azję Mniejszą
  - władzę w Palmyrze objęła, w imieniu nieletniego Waballatusa, Zenobia; polityka Zenobii zagroziła rzymskiej dominacji na Wschodzie (data sporna lub przybliżona)
- Europa
  - Herulowie splądrowali Ateny

## Zmarli
- Septimius Odenathus - król Palmyry